# Rouvres (Senna e Marna)
Rouvres è un comune francese di 635 abitanti situato nel dipartimento di Senna e Marna nella regione dell'Île-de-France.

## Società

### Evoluzione demografica
Abitanti censiti